# Achatinella valida
Achatinella valida foi uma espécie de gastrópodes da família Achatinellidae.
Foi endémica de Oahu, Arquipélago do Havaí.